# Hofmeisteria fasciculata
Hofmeisteria fasciculata là một loài thực vật có hoa trong họ Cúc. Loài này được (Benth.) Walp. mô tả khoa học đầu tiên năm 1847.